# Тимченки-Островерховы
Тимченко-Островерховы — дворянский род.
Предки фамилии Тимченко-Островерховых, Матвей с сыном Василием, происходит из рода Тимченко в Малороссии, и назывались Тимченко-Островерховы от слободы Островерховой, находящейся в Харьковском наместничестве, куда они переселились на жительство и где с 1725 года владели недвижимыми имениями.
Потомки их владели как предковскими, так и приобретёнными дворянскими имениями и, продолжая службу Российскому Престолу, были жалованы обер-офицерскими чинами.

## Описание герба
В лазоревом щите золотой полумесяц вверх. В него сверху и снизу вертикально упираются два серебряных меча с золотыми рукоятками.
Щит увенчан дворянским коронованным шлемом. Нашлемник: пять павлиньих перьев. На них золотой полумесяц вверх, в который сверху и снизу вертикально упираются два серебряных меча с золотыми рукоятками. Намёт: лазоревый с золотом. Герб рода Тимченко-Островерховых внесён в Часть 12 Общего гербовника дворянских родов Всероссийской империи, стр. 132.